# Vårdinge kyrka

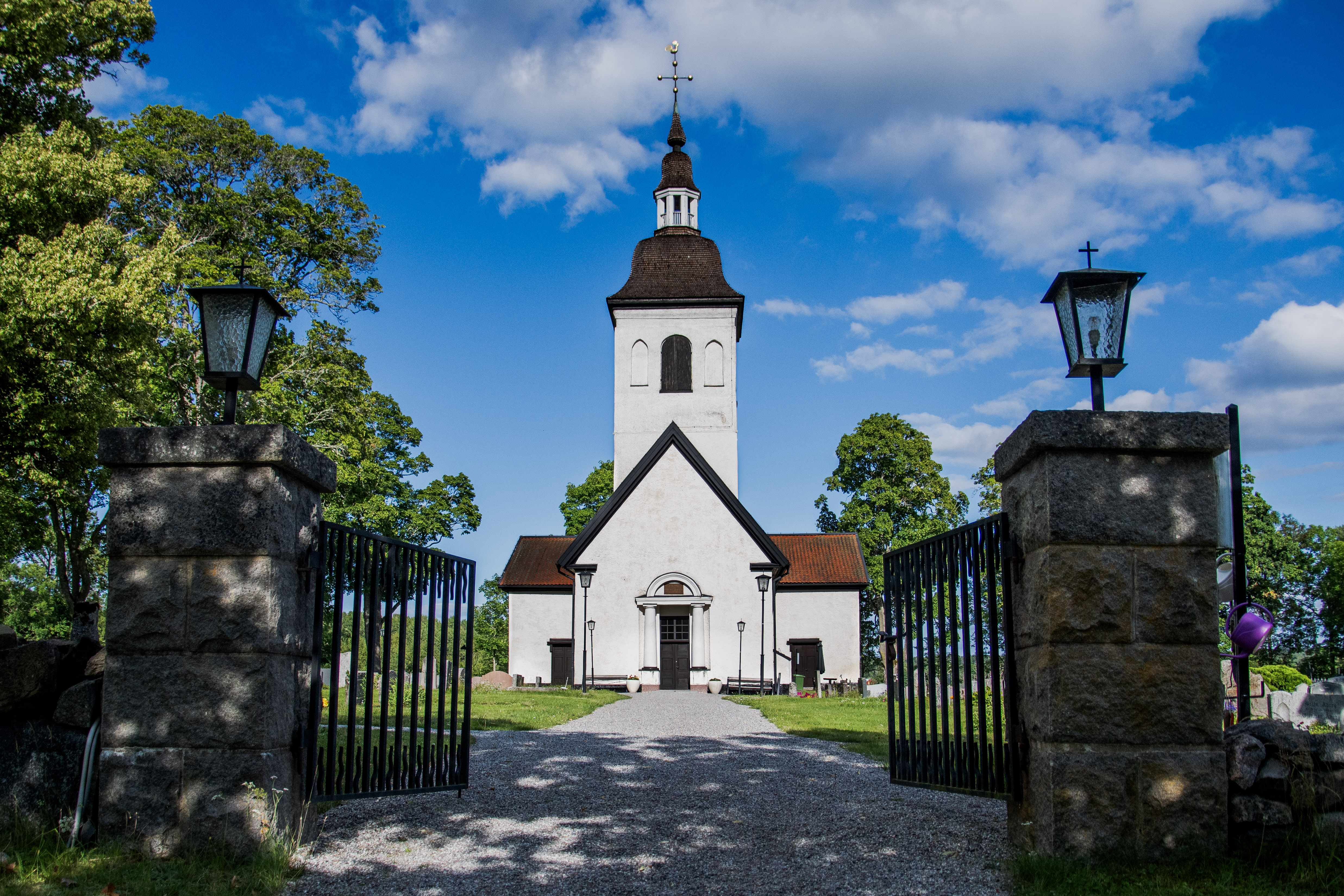
Vårdinge kyrka

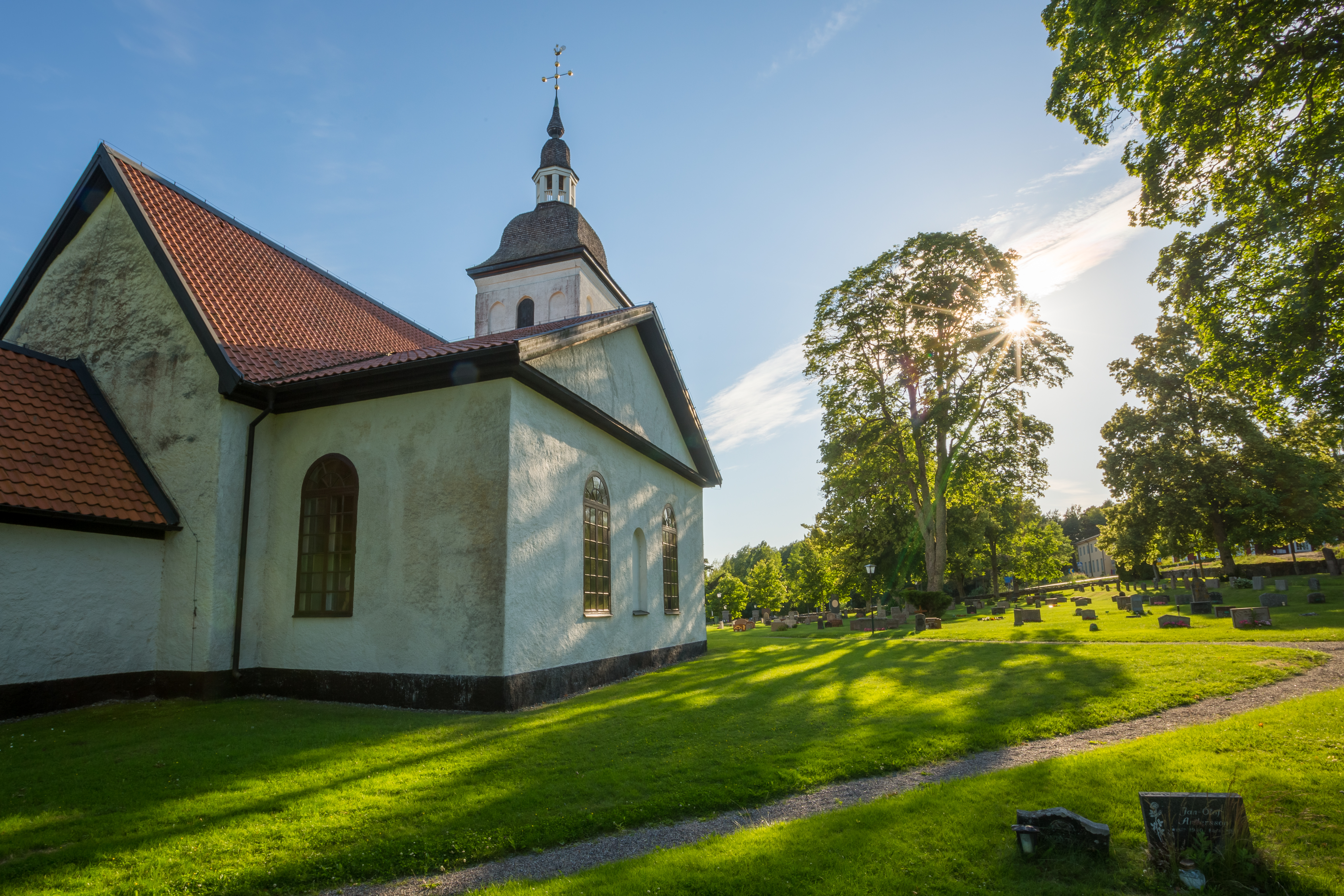
Vårdinge kyrka

Vårdinge kyrka är en kyrkobyggnad belägen utanför Mölnbo i Vårdinge, söder om Södertälje.
Kyrkan ingår i Vårdinge församling i Södertälje kontrakt, Strängnäs stift.

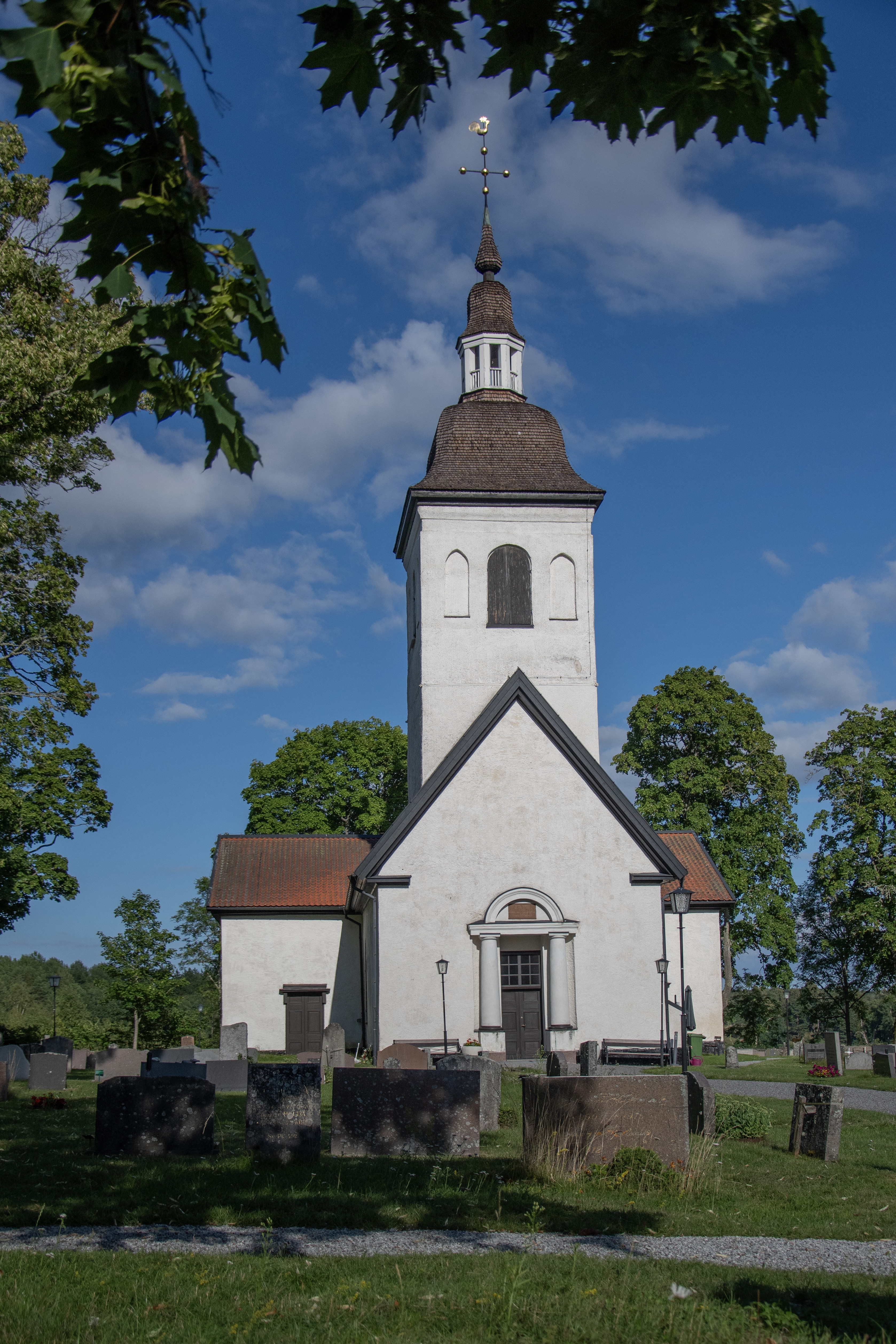
Vårdinge kyrka

## Kyrkobyggnaden
Vårdinge kyrka ligger på en höjd nära sjön Sillen. De äldsta partierna härrör från medeltiden, men exteriören fick sin nuvarande karaktär år 1822. Troligen i slutet av 1100-talet byggdes en gråstenskyrka med västtorn och ett smalare, rakavslutat kor. Delar av denna äldsta kyrka är ännu synliga. De utgörs av tornets inre murar, långhusets västra travé samt långhusets östmur. Denna mur var från början gavel i ett kor, smalare än långhuset.
Under 1300-talet breddades koret till samma längd som långhuset. Murpartier från denna period är bevarade på ömse sidor om den äldsta kormuren. Samtidigt byggdes troligen en sakristia i nordost. Kring mitten av 1400-talet välvdes kyrkorummets tre travéer med tegelvalv. De dekorerades med kalkmålningar av Albertus Pictor. Tidigare tillskrevs målningarna i likhet med de i bl.a. Ösmo kyrka en Peter Målare som skulle varit lärare till Albertus Pictor, men numera betvivlar man existensen av denne Peter Målare och räknar hans verk som utförda av Albertus Pictor och hans skola. (Målningarna var länge överkalkade men togs fram igen 1956. Det är dock bara det västligaste valvet som är bevarat eftersom de två övriga valven slogs om på 1800-talet och målningarna där då försvann för alltid.) Samtidigt förhöjdes tornet med en våning av tegel och med blinderingar och ljudgluggar, och ett vapenhus byggdes i söder. I kyrkan finns bland annat ett krucifix och en skulptur av Kristus som smärtoman från slutet av 1400-talet.
Den nuvarande sakristian byggdes öster om koret och härrör troligen från 1500-talets senare del att döma av valvets och portalens former. Något senare, 1638, byggdes ett gravkor intill korets sydmur. Gravkoret var avsett för Mårten Rosenstierna, som avlidit detta år. Kyrkan rymmer fler adliga gravar, bland vilka kan framhållas den från 1687 under tornet, avsedd för Alexander Hummerhielm.
Tornets nuvarande huv byggdes av Lars Ersson i Himlinge kort efter 1737, då den gamla spiran rasat. 1822 upprättades ritningar av arkitekt Henric Måsbeck till en genomgripande ombyggnad. I söder och norr byggdes korsarmar varvid man använde sig av Rosenstiernska gravkorets öst- och sydmurar. De gamla valven revs i kyrkans två östra travéer och ersattes av gipsade trätunnvalv. Samma sorts valv slogs i korsarmarna. Tornets nedre delar inbyggdes och medförde att tornet sedan dess rider på långhusets västparti. Västra gaveln erhöll den nuvarande huvudportalen, utförd i nyklassicistisk stil. Kyrkan fick ny inredning med bl. a. altarpredikstol. Även läktaren är i nyklassisk stil.
Under en restaurering 1894, ledd av Fredrik Lilljekvist, byggdes åter nya tegelvalv och de vilar på två kolonner mellan kor och långhus och med huggna kapitäl av kalksten. Det västra, medeltida valvet är dock bevarat. Kyrkorummet inreddes helt i nygotik. Ett program för etappvis restaurering uppgjordes 1935 av Ove Leijonhufvud. De sista etapperna utfördes 1956-57. Då togs medeltida kalkmålningar fram i västra valvet och på kormuren, där dock bara några fragment är synliga. Det romanska fönstret i samma mur erhöll en glasmosaik 1958, komponerad av Jan Brazda. Altarskranket, predikstolen och bänkinredningen från 1894 ommålades 1940 och 1957.

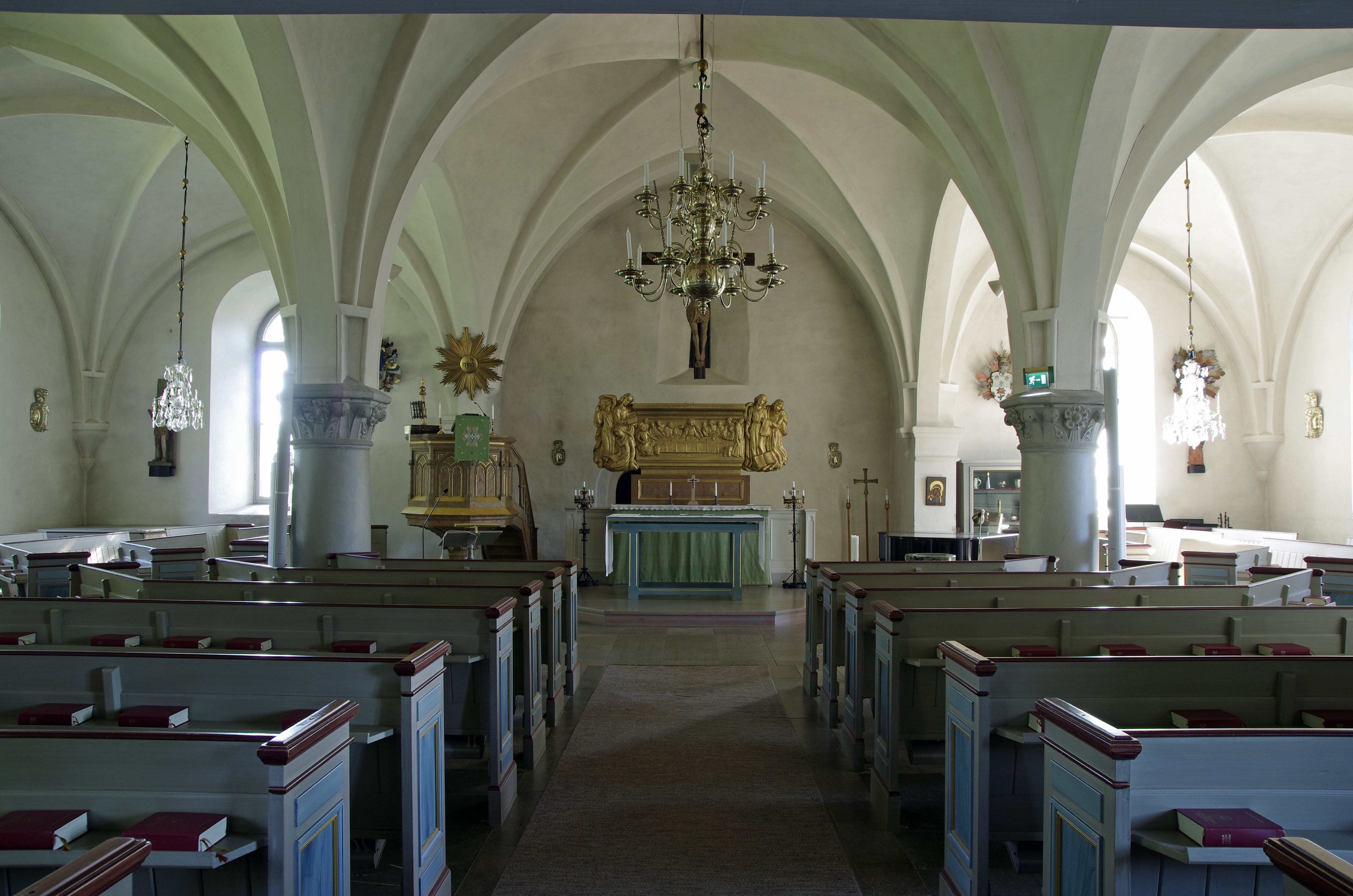
Vårdinge kyrka

## Orgel

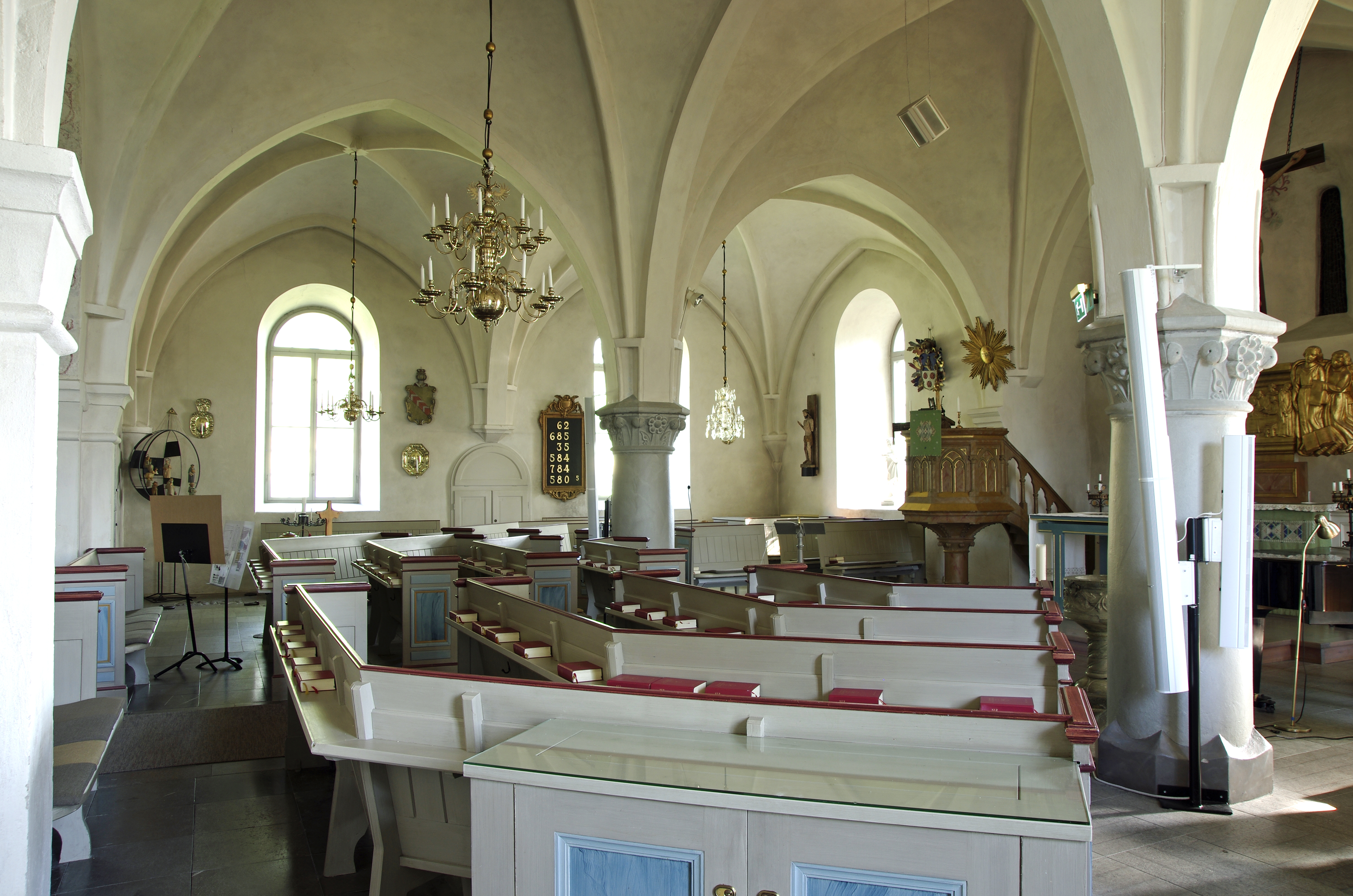
Vårdinge kyrka

- Vårdinge kyrka1708 byggde Eric Kuper en orgel till kyrkan. Orgeln skänktes av överste Rosenhane.[3] Den såldes 1844 till Västerljungs kyrka. Fasaden finns idag på Statens Historiska Museum.

- 1844 byggde Gustaf Andersson, Stockholm en orgel till kyrkan.
- Den nuvarande orgeln är byggd 1938 av E A Setterquist & Son, Örebro och är pneumatisk. Fasaden är från 1844 års orgel.